# Carl-Axel Nilsson
Carl-Axel Berthold Nilsson, född 28 januari 1898 i Karlshamn, död 18 maj 1976 i Malmö S:t Johannes församling, var en svensk ingenjör och kommunalpolitiker (höger).
Nilsson avlade studentexamen vid Göteborgs högre realläroverk 1917, reservofficersexamen i Kustartilleriet 1919 och utexaminerades från avdelningen för kemiteknik vid Chalmers Tekniska institut 1922. Han genomförde ingenjörspraktik vid Wargöns AB 1922–24, var chef för kemisk-tekniska fabriken Carl i Malmö 1924–35 samt försäljningschef och direktör vid AB Malmö Strumpfabrik 1936–61. 
Nilsson var ledamot av Malmö stadsfullmäktige 1931–66 (1:e vice ordförande sedan 1951), ledamot av drätselkammaren från 1933 (vice ordförande 1941–50), vice ordförande i styrelsen för Malmö stadsteater 1944–67, i museinämnden 1950–67, ordförande i konstnämnden 1951–67 samt vice ordförande i sjukvårdsstyrelsen 1961–67. 
Nilsson var även huvudman i Malmö sparbank från 1951, vice ordförande i styrelsen för Svenska AB Bromsregulator, AB Thulinverken, AB Flymo samt styrelseledamot i Sydsvenska Kraft AB och en rad andra kraftbolag.